# Salvelinus gracillimus
Salvelinus gracillimus es una especie de pez de la familia Salmonidae en el orden de los Salmoniformes.

## Alimentación
Come principalmente quironómidos y Cladoceras.

## Hábitat
Vive en zonas de aguas  templadas (61°N-59°N, 2°W-0°).

## Distribución geográfica
Se encuentra en Europa: Islas Shetland.